# Скорпио Скай
Шуйлер Эндрюс (англ. Schuyler Andrews, род. 1 апреля 1983, Лос-Анджелес, Калифорния), более известный под именем Скорпио Скай (англ. Scorpio Sky), — американский рестлер и мастер смешанных единоборств, в настоящее время выступающий в All Elite Wrestling (AEW).
Эндрюс также известен по выступлениям в Ring of Honor (ROH), Total Nonstop Action Wrestling и Pro Wrestling Guerrilla. В ROH он и Фрэнки Казариан — однократные командные чемпионы мира ROH, а он, Казариан и Кристофер Дэниелс (известные как SoCal Uncensored, или SCU) — однократные командные чемпионы мира ROH в матчах шести человек. Скай присоединился к AEW вместе с Казарианом и Дэниелсом и первым командным чемпионом мира AEW вместе с Казарианом. В конце концов, Скай стал выступать в одиночных матчах, но вместе с Итаном Пейджем создал команду «Люди года», а позже нашел менеджера в лице Дэна Ламберта из American Top Team, что привело к тому, что Скай впервые стал чемпионом TNT. Позднее, в апреле 2022 года, он вернул себе этот титул во второй раз.

## Личная жизнь
После окончания средней школы Эндрюс рассматривал возможность зачисления в армию США, но вместо этого решил поступить в колледж. Он бросил учёбу на первом курсе и начал тренироваться, чтобы стать рестлером. Любимые рестлеры Эндрюса — Брет Харт, Шон Майклз и Курт Энгл. Он также называет боксеров Мухаммеда Али и Флойда Мэйвезера-младшего источниками вдохновения для своего образа на ринге.
Эндрюс — двоюродный брат Брэнди Роудс.

## Титулы и достижения
- Adenaline Unleashed
  - Чемпион Adenaline Unleashed (1 раз)
- All Elite Wrestling
  - Чемпион TNT AEW (2 раза)[3]
  - Командный чемпион мира AEW (1 раз) — с Фрэнки Казарианом[4][5]
  - Победитель матча «Лицо революции» (2021)[6]
- All Pro Wrestling (Los Angeles)
  - Чемпион APW-LA в полутяжёлом весе (1 раз)[7][8]
- Alternative Wrestling Show
  - Чемпион AWS в тяжёлом весе (2 раза)[9][10]
  - Чемпион AWS в полутяжёлом весе (2 раза)[11]
  - Командный чемпион AWS (2 раза) — с Квиксильвером[12]
- Alpha Omega Wrestling
  - Чемпион AOW в тяжёлом весе (1 раз)[13]
- Bar Wrestling
  - Чемпион трио (2019) — с Фрэнки Казарианом и Кристофером Дэниелсом[14]
- Championship Wrestling from Hollywood
  - Телевизионный турнир «Стань звездой» (2011)[15]
  - Чемпион наследия CWFH в тяжёлом весе (1 раз)[16]
  - Телевизионный чемпион MAV/UWN (5 раз)[17]
- Enterprise Wrestling Association
  - Чемпион EWA в тяжёлом весе (1 раз)[18]
- Empire Wrestling Federation
  - Чемпион EWF в тяжёлом весе (1 раз)[19][20]
  - Рестлер года (2009)
- Pro Wrestling Guerrilla
  - Командный чемпион PWG (1 раз) — с Квиксильвером[21]
- Pro Wrestling Illustrated
  - № 38 в топ 500 рестлеров в рейтинге PWI 500 в 2022[22]
- Pro Wrestling Revolution
  - Чемпион RPW в полутяжёлом весе (2 раза)[23][24]
  - Турнир Revolution J (2004)[25][26]
  - Новичок года (2003)
  - Команда года (2003) с Квиксильвером
- Ring of Honor
  - Командный чемпион мира ROH (1 раз) — с Фрэнки Казарианом[27][28]
  - Командный чемпион мира ROH в матчах шести человек (1 раз)[29] — с Кристофером Дэниелсом и Фрэнки Казарианом
- SoCal Uncensored
  - Матч года (2005) с Квиксилвером против Криса Боша и Скотта Лоста, 9 июля 2005[30]
  - Самый выдающийся рестлер (2011, 2013)[31][32]
  - Команда года (2003, 2004) с Квиксильвером[33][34]
- WrestleCircus
  - Чемпион-рингмастер WC (1 раз)[35]
  - Чемпион побочных шоу WC (1 раз)[36]
- Другие достижения
  - Премия Джесси Эрнандеса (2008)